# 翅鹤虱属
翅鹤虱属（学名：Lepechinella）是紫草科下的一个属，为小草本植物。该属共有约9种，分布于中亚。